# Azzun Atma
Azzun Atma, en arabe : عَزُّون عَتْمَة, est un village du gouvernorat de Qalqilya en Palestine. Il est situé à 8 km au sud de Qalqilya en Cisjordanie.
Selon le recensement du bureau central palestinien des statistiques, la localité compte une population de 2 068 habitants en 2017.